# Spilosoma comorensis
Spilosoma comorensis là một loài bướm đêm thuộc phân họ Arctiinae, họ Erebidae.